# 卡揚扎省
卡揚扎省是布隆迪17省之一，位於該國北部，省會卡揚扎，北臨盧旺達，東接恩戈齊省，南毗基特加省和穆拉姆維亞省，西面是布班扎省和錫比托凱省，面積1233.2平方公里，1999年居民人數約485,815。
2°55′S 29°37′E / 2.917°S 29.617°E